# ناطحة سحاب (فلم)
سكاي سكرابر (بالإنجليزية: Skyscraper) هو فيلم حركة أمريكي من إنتاج وإخراج روسون مارشال ثيردر عام 2018 ، وبطولة دوين جونسون ونيف كامبل وChin Han ورولاند مولر ونواه تايلور وبايرون مان وبابلو شرايبر وHannah Quinlivan. يتتبع الفيلم جونسون كعميل سابق في مكتب التحقيقات الفيدرالي يجب أن ينقذ عائلته من ناطحة سحاب بنيت حديثا، وهي الأطول في العالم، بعد أن تم الاستيلاء عليها من قبل المجرمين وإشعال النيران فيها. أول فيلم غير كوميدي في مسيرة ثوربر، كما أنه يمثل تعاونه الثاني مع جونسون، بعد الاستخبارات المركزية (2016).بدأ تصوير الفيلم في سبتمبر 2017 في فانكوفر، كولومبيا البريطانية، كندا. ومن المنتظر عرض فيلم في دور السينما العالمية والمحلية بدأ من 13 يوليو 2018.

## طاقم التمثيل
- دوين جونسون [3]
- نيف كامبل
- رولاند مولر
- تشين هان
- بابلو شرايبر
- بايرون مان
- هانا كوينليفان
- نواه تايلور[4]

## تاريخ عرض الفيلم
عرض Skyscraper في New Town Plaza في هونغ كونغ في 7 يوليو 2018. تم إصدار ناطحة سحاب في الولايات المتحدة، بالإضافة إلى العديد من المناطق الدولية، بتنسيقات ثلاثية الأبعاد وأشكال قياسية في 13 تموز (يوليو) 2018 من قبل Universal Pictures. وحصل الفيلم أيضًا على تاريخ إطلاق في 20 تموز 2018 في الصين، وهو أمر نادر مثل أفلام هوليوود السائدة نادرا ما تم إصداره خلال شهر يوليو، لإفساح المجال للأفلام المحلية. عُرضت ناطحة السحاب لأول مرة في بكين، في 1 يوليو 2018 ، وعقدت أيضًا عرضًا في هونغ كونغ في 7 يوليو 2018.

## وصلات خارجية
مقالات تستعمل روابط فنية بلا صلة مع ويكي بيانات

لا توجد روابط لمواقع التواصل الاجتماعي.